# Szczytno
Szczytno é um município da Polônia, na voivodia da Vármia-Masúria e no condado de Szczytno. Estende-se por uma área de 10,62 km², com 23 901 habitantes, segundo os censos de 2016, com uma densidade de 2250,6 hab/km².